# Coupe de France masculine de handball
La Coupe de France masculine de handball est une compétition de handball à élimination directe de clubs masculins de handball, organisée par Fédération française de handball (FFHandball). 
Après douze éditions en handball à onze entre 1942 et 1953, la première édition en handball à sept a lieu lors de la saison 1957-1958. Les deux éditions suivantes sont disputées dans les années 1970 avant que la compétition ne prenne un rythme annuel (hors exception) à partir de 1984. Depuis 2009, plusieurs coupes de France ont lieu en plus de la compétition des clubs professionnels de niveau national.
Avec 14 coupes remportées entre 1999 et 2025, le Montpellier Handball est le club le plus titré et est également tenant du titre.

## Formule
La Coupe de France est une compétition organisée en plusieurs tours qualificatifs à élimination directe. Elle est ouverte aux clubs affiliés à la Fédération française de handball (FFHB). Seuls les clubs professionnels participant à la saison régulière des championnats de Division 1 (Starligue) et de Division 2 (Proligue) sont engagés dans la Coupe de France dite « nationale ». Les autres équipes peuvent participer aux Coupes de France dites « fédérale », « régionale » ou « départementale ». Tous les clubs nationaux (D1 à Nationale 3) sont obligatoirement engagés dans cette compétition, mais il ne peut y avoir qu'une seule équipe par club : le niveau de l'équipe du club est celui de son équipe première.
Le club vainqueur de la Coupe de France obtient son ticket pour disputer la saison suivante la Coupe des coupes ou, depuis sa disparation, la Ligue européenne. Dans le cas où ce club est également champion de France, et donc déjà qualifié pour la Ligue des champions, c'est le classement à l'issue du championnat qui attribue la place en Coupe d'Europe.
Une rencontre de Coupe de France respecte les durées traditionnelles d'un match de handball senior (deux mi-temps de 30 minutes). En revanche, en cas d'égalité à l'issue du temps réglementaire (quel que soit le tour de la compétition), il n'y a pas de prolongation et l'épreuve des tirs au but départage les équipes.
source : site de la FFHB.

## Palmarès

Ancien logo avant 2018.

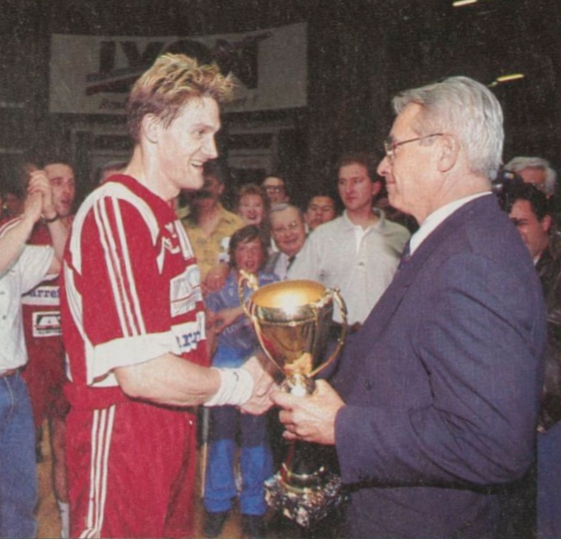
Laurent Munier reçoit la Coupe de France des mains de Jean-Pierre Lacoux en 1992.

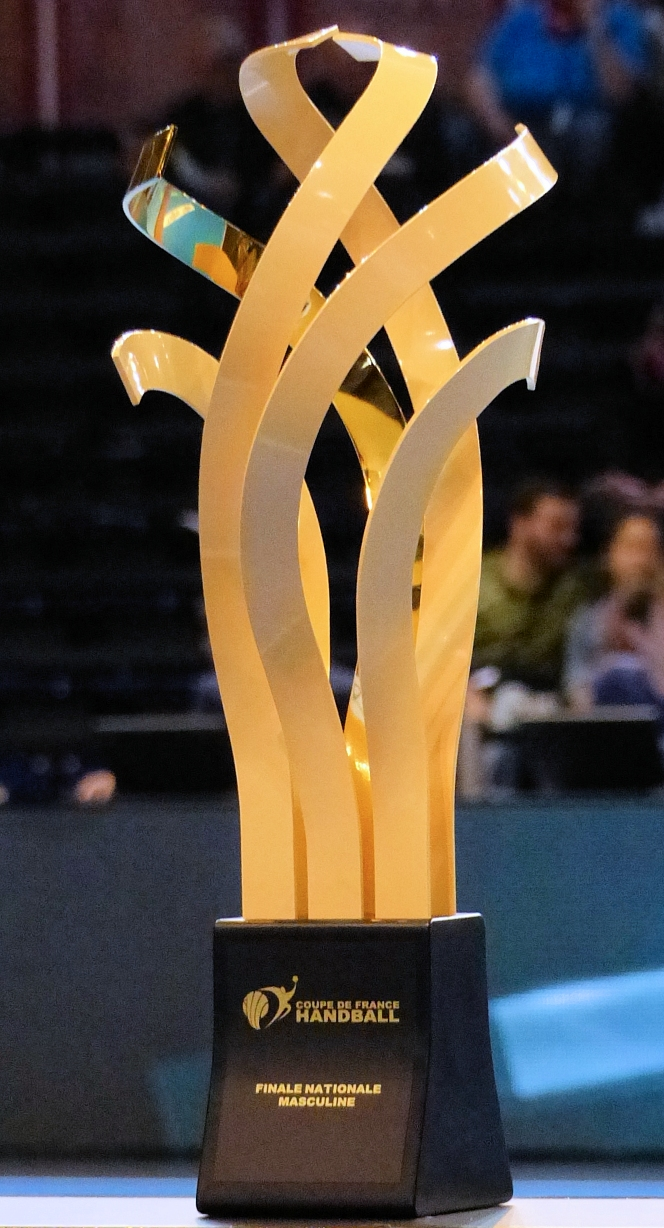
Le trophée de la Coupe de France.

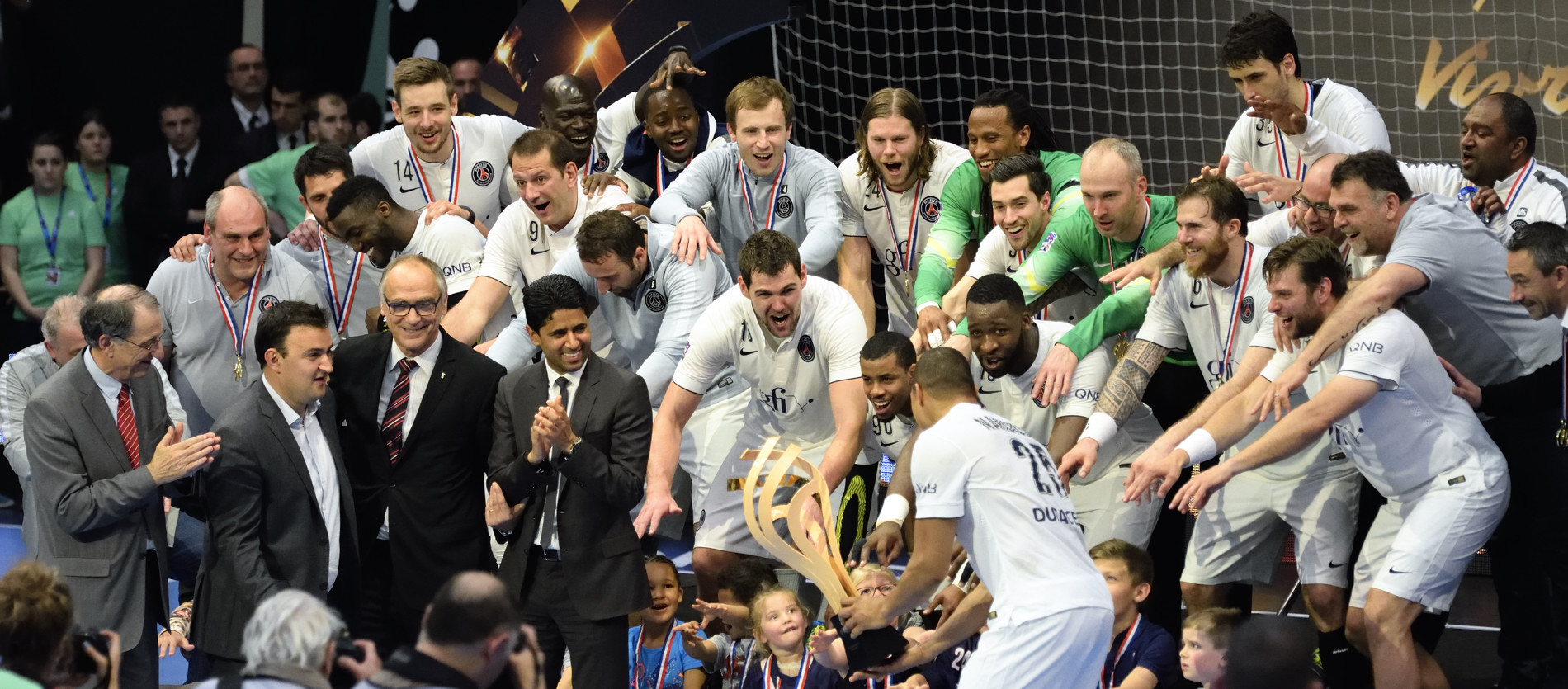
Le Paris Saint-Germain, vainqueur en 2015.

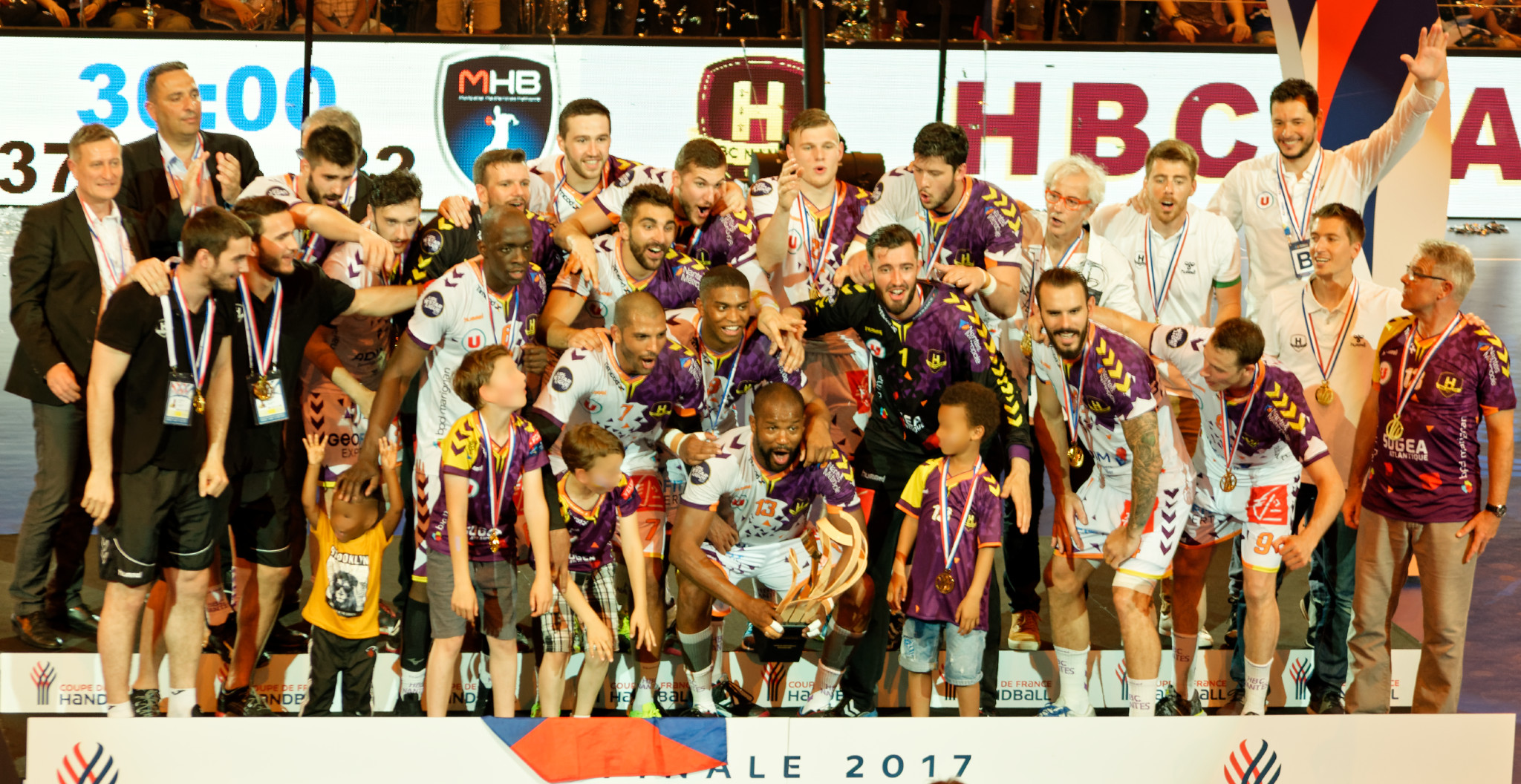
Le HBC Nantes, vainqueur en 2017.

| Saison      | Vainqueur                                                                | Finaliste                                                                | Score                                                                    |
| ----------- | ------------------------------------------------------------------------ | ------------------------------------------------------------------------ | ------------------------------------------------------------------------ |
| 1957-1958   | ASPOM Bordeaux                                                           | AC Boulogne-Billancourt                                                  | 26 – 18                                                                  |
| 1959 à 1975 | Pas de compétition                                                       | Pas de compétition                                                       | Pas de compétition                                                       |
| 1975-1976   | SMUC Marseille                                                           | Villemomble-Sports (D2)                                                  | 16 – 14                                                                  |
| 1976-1977   | Pas de Coupe de France mais un Challenge de France                       | Pas de Coupe de France mais un Challenge de France                       | Pas de Coupe de France mais un Challenge de France                       |
| 1977-1978   | Stella Sports Saint-Maur                                                 | ES Saint-Martin-d’Hères (D2)                                             | 16 – 15                                                                  |
| 1978 à 1984 | Pas de Coupe de France mais un Challenge de France                       | Pas de Coupe de France mais un Challenge de France                       | Pas de Coupe de France mais un Challenge de France                       |
| 1984-1985   | USAM Nîmes                                                               | USM Gagny                                                                | 23 – 19                                                                  |
| 1985-1986   | USAM Nîmes                                                               | US Ivry                                                                  | 24 – 19                                                                  |
| 1986-1987   | USM Gagny                                                                | US Créteil                                                               | 27 – 20                                                                  |
| 1987-1988   | Pas de compétition                                                       | Pas de compétition                                                       | Pas de compétition                                                       |
| 1988-1989   | US Créteil                                                               | USAM Nîmes                                                               | 13 – 11                                                                  |
| 1989-1990   | Girondins de Bordeaux HBC                                                | USM Gagny                                                                | 23 – 21                                                                  |
| 1990-1991   | HB Venissieux 85                                                         | US Dunkerque (D2)                                                        | 26 – 16 et 23 – 19                                                       |
| 1991-1992   | Vénissieux handball                                                      | OM Vitrolles                                                             | 24 – 20                                                                  |
| 1992-1993   | OM Vitrolles                                                             | US Créteil                                                               | 32 – 22                                                                  |
| 1993-1994   | USAM Nîmes 30                                                            | CSM Livry-Gargan                                                         | 27 – 13                                                                  |
| 1994-1995   | OM Vitrolles                                                             | SC Sélestat                                                              | 19 – 19 et 26 – 21                                                       |
| 1995-1996   | US Ivry                                                                  | OM Vitrolles                                                             | 30 – 22                                                                  |
| 1996-1997   | US Créteil                                                               | US Ivry                                                                  | 19 – 18                                                                  |
| 1997-1998   | Spacer's Toulouse                                                        | Montpellier Handball                                                     | 27 – 20                                                                  |
| 1998-1999   | Montpellier Handball                                                     | Spacer's Toulouse                                                        | 26 – 21                                                                  |
| 1999-2000   | Montpellier Handball                                                     | Dunkerque HBGL                                                           | 21 – 16                                                                  |
| 2000-2001   | Montpellier Handball                                                     | PSG-Asnières                                                             | 30 – 26                                                                  |
| 2001-2002   | Montpellier Handball                                                     | SO Chambéry                                                              | 23 – 22                                                                  |
| 2002-2003   | Montpellier Handball                                                     | US Créteil                                                               | 21 – 20                                                                  |
| 2003-2004   | Pas de compétition                                                       | Pas de compétition                                                       | Pas de compétition                                                       |
| 2004-2005   | Montpellier Handball                                                     | Chambéry Savoie HB                                                       | 31 – 22                                                                  |
| 2005-2006   | Montpellier Handball                                                     | US Ivry                                                                  | 28 – 27                                                                  |
| 2006-2007   | Paris Handball                                                           | Pays d'Aix UCH (D2)                                                      | 28 – 21                                                                  |
| 2007-2008   | Montpellier AHB                                                          | Paris Handball                                                           | 28 – 26                                                                  |
| 2008-2009   | Montpellier AHB                                                          | Chambéry Savoie HB                                                       | 33 – 25                                                                  |
| 2009-2010   | Montpellier AHB                                                          | Tremblay en France HB                                                    | 33 – 25                                                                  |
| 2010-2011   | Dunkerque HBGL                                                           | Chambéry Savoie HB                                                       | 25 – 25 3 – 2tab                                                         |
| 2011-2012   | Montpellier AHB                                                          | US Ivry                                                                  | 29 – 25                                                                  |
| 2012-2013   | Montpellier AHB                                                          | Paris Saint-Germain                                                      | 35 – 28                                                                  |
| 2013-2014   | Paris Saint-Germain HB                                                   | Chambéry Savoie HB                                                       | 31 – 27                                                                  |
| 2014-2015   | Paris Saint-Germain HB                                                   | HBC Nantes                                                               | 32 – 26                                                                  |
| 2015-2016   | Montpellier Handball                                                     | Paris Saint-Germain                                                      | 39 – 32                                                                  |
| 2016-2017   | HBC Nantes                                                               | Montpellier Handball                                                     | 37 – 32                                                                  |
| 2017-2018   | Paris Saint-Germain                                                      | USAM Nîmes Gard                                                          | 32 – 26                                                                  |
| 2018-2019   | Chambéry SMB HB                                                          | Dunkerque HBGL                                                           | 31 – 21                                                                  |
| 2019-2020   | Compétition arrêtée en demi-finale en raison de la pandémie de Covid-19. | Compétition arrêtée en demi-finale en raison de la pandémie de Covid-19. | Compétition arrêtée en demi-finale en raison de la pandémie de Covid-19. |
| 2020-2021   | Paris Saint-Germain                                                      | Montpellier Handball                                                     | 30 – 26                                                                  |
| 2021-2022   | Paris Saint-Germain                                                      | HBC Nantes                                                               | 36 – 31                                                                  |
| 2022-2023   | HBC Nantes                                                               | Montpellier Handball                                                     | 39 – 33                                                                  |
| 2023-2024   | HBC Nantes                                                               | Paris Saint-Germain                                                      | 31 – 23                                                                  |
| 2024-2025   | Montpellier Handball                                                     | Paris Saint-Germain                                                      | 28 – 28 8 – 7tab                                                         |

### Tableau d'honneur
| Rang  | Club                        | Finales gagnées | Finales gagnées                                                                    | Finales perdues | Finales perdues                    |
| Rang  | Club                        | Nombre          | Années                                                                             | Nombre          | Années                             |
| ----- | --------------------------- | --------------- | ---------------------------------------------------------------------------------- | --------------- | ---------------------------------- |
| 1     | Montpellier Handball T      | 14              | 1999, 2000, 2001, 2002, 2003, 2005, 2006, 2008, 2009, 2010, 2012, 2013, 2016, 2025 | 4               | 1998, 2017, 2021, 2023             |
| 2     | Paris Saint-Germain         | 6               | 2007, 2014, 2015, 2018, 2021, 2022                                                 | 6               | 2001, 2008, 2013, 2016, 2024, 2025 |
| 3     | USAM Nîmes Gard             | 3               | 1985, 1986, 1994                                                                   | 2               | 1989, 2018                         |
| 3     | Handball Club de Nantes     | 3               | 2017, 2023, 2024                                                                   | 2               | 2015, 2022                         |
| 5     | Union sportive de Créteil   | 2               | 1989, 1997                                                                         | 3               | 1987, 1993, 2003                   |
| 6     | OM Vitrolles                | 2               | 1993, 1995                                                                         | 2               | 1992, 1996                         |
| 7     | Vénissieux handball         | 2               | 1991, 1992                                                                         | 0               | -                                  |
| 8     | Chambéry SMB HB             | 1               | 2019                                                                               | 5               | 2002, 2005, 2009, 2011, 2014       |
| 9     | Union sportive d'Ivry       | 1               | 1996                                                                               | 4               | 1986, 1997, 2006, 2012             |
| 10    | Dunkerque HGL               | 1               | 2011                                                                               | 3               | 1991, 2000, 2019                   |
| 11    | USM Gagny                   | 1               | 1987                                                                               | 2               | 1985, 1990                         |
| 12    | Spacer's de Toulouse        | 1               | 1998                                                                               | 1               | 1999                               |
| 13    | ASPOM Bordeaux              | 1               | 1958                                                                               | 0               | -                                  |
| 13    | SMUC Marseille              | 1               | 1976                                                                               | 0               | -                                  |
| 13    | Stella Sports Saint-Maur    | 1               | 1978                                                                               | 0               | -                                  |
| 13    | Girondins de Bordeaux HBC   | 1               | 1990                                                                               | 0               | -                                  |
| 17    | AC Boulogne-Billancourt     | 0               | -                                                                                  | 1               | 1958                               |
| 17    | Villemomble-Sports          | 0               | -                                                                                  | 1               | 1976                               |
| 17    | ES Saint-Martin-d’Hères     | 0               | -                                                                                  | 1               | 1978                               |
| 17    | CSM Livry-Gargan            | 0               | -                                                                                  | 1               | 1994                               |
| 17    | SC Sélestat                 | 0               | -                                                                                  | 1               | 1995                               |
| 17    | Pays d'Aix UCH              | 0               | -                                                                                  | 1               | 2007                               |
| 17    | Tremblay-en-France Handball | 0               | -                                                                                  | 1               | 2010                               |
| -     | non décerné                 | 1               | 2020                                                                               | 1               | 2020                               |
| Total | Total                       | 42              | 1957-2025                                                                          | 42              | 1957-2025                          |

Légende :  10 titres remportés ; T : tenant du titre

### Statistiques
- Plus grand nombre de victoires pour un club en finale : 14 (Montpellier Handball)
- Victoires pour une région en finale : 16 (Languedoc-Roussillon)
- Plus grand nombre de victoires consécutives pour un club : 7 (Montpellier Handball de 1999 à 2006)
- Plus grand nombre de victoires consécutives pour une région : 7 (Languedoc-Roussillon de 1999 à 2006)
- Plus grand nombre de participations pour un club à une finale : 17 (Montpellier Handball)
- Plus grand nombre de défaites pour un club en finale : 5 (Chambéry SMB HB)
- Plus grand nombre de finales consécutives (gagnées et perdues) pour un club : 8 (Montpellier Handball de 1998 à 2006)
- Finales opposant 2 clubs de la même région : 2 (USM Gagny - US Créteil en 1987 et US Créteil - US Ivry HB en 1997)
- Écart le plus large en finale : 14 (USAM Nîmes 27-13 CSM Livry-Gargan en 1994)
- Plus grand nombre de buts marqués en finale : 72 (HBC Nantes 39-33 Montpellier Handball en 2023)
- Plus grand nombre de buts marqués par le vainqueur : 39 (Montpellier Handball en 2016 et HBC Nantes en 2023)
- Plus grand nombre de buts marqués par le finaliste : 33 (Montpellier Handball en 2023)
- Écart le plus petit en finale : 0 (Dunkerque HBGL 25-25 (3-2tab) Chambéry Savoie HB en 2011)
- Plus petit nombre de buts marqués en finale : 24 (US Créteil 13-11 USAM Nîmes en 1989)
- Plus petit nombre de buts marqués par le vainqueur : 13 (US Créteil en 1989)
- Plus petit nombre de buts marqués par le finaliste : 11 (USAM Nîmes en 1989)
- Clubs de Division 2 finalistes : 3 (ES Saint-Martin-d’Hères en 1978, US Dunkerque en 1991 et Pays d'Aix UC en 2007)

## Autres compétitions

### Autres coupes de France
Depuis 2009, la coupe de France a lieu selon trois niveaux, mettant aux prises des clubs évoluant respectivement au niveau national, au niveau régional et au niveau départemental. Depuis 2023, un quatrième niveau voit s'affronter les clubs de Nationale 1 et 2 lors de la Coupe de France fédérale.
| Saison    | Coupe fédérale            | Coupe régionale                              | Coupe départementale                         |
| --------- | ------------------------- | -------------------------------------------- | -------------------------------------------- |
| 2009-2010 | non disputée              | CS Marguerittois                             | Laetitia Nantes                              |
| 2010-2011 | non disputée              | HB Rhône Eyrieux                             | Palaja Passion HB                            |
| 2011-2012 | non disputée              | HBC Chalonnais                               | Courbevoie HB                                |
| 2012-2013 | non disputée              | Beaujolais Val de Saône                      | HBC du Loing                                 |
| 2013-2014 | non disputée              | Annecy Handball                              | HBC Grabels                                  |
| 2014-2015 | non disputée              | HB Guilherand-Granges                        | HBC Gan                                      |
| 2015-2016 | non disputée              | HB Guilherand-Granges (2)                    | HBS Cassis-Carnoux RLB                       |
| 2016-2017 | non disputée              | Rueil AC                                     | Levallois SC                                 |
| 2017-2018 | non disputée              | Rueil AC (2)                                 | HBC Sautron                                  |
| 2018-2019 | non disputée              | SO Calais HB                                 | HBC Belin-Beliet                             |
| 2019-2020 | non disputée              | annulée en raison de la pandémie de Covid-19 | annulée en raison de la pandémie de Covid-19 |
| 2020-2021 | non disputée              | non disputée                                 | non disputée                                 |
| 2021-2022 | non disputée              | US Palaiseau                                 | Éveil Sportif Val de l'Indre HB              |
| 2022-2023 | non disputée              | Sud Action Marseille                         | Entente Cellois Louveciennes                 |
| 2023-2024 | US Saintes                | CM Floirac Cenon                             | Lacanau Océhand                              |
| 2024-2025 | Élite Val d'Oise Handball | AL Saint-Genis-Laval                         | HBC Bourgetain                               |

### Challenge de France
Lorsqu'il n'y avait pas de coupe de France, une compétition appelée Challenge de France a été disputée, au moins à partir de 1976. À la différence de la coupe de France, la participation des clubs n'était pas obligatoire. Ainsi, le RC Strasbourg, vainqueur en 1980, a décidé de ne pas défendre ses chances lors de la saison 80-81 pour se concentrer sur le championnat.
| Saison    | Vainqueur                                           | Finaliste                                           | Score                                               |
| --------- | --------------------------------------------------- | --------------------------------------------------- | --------------------------------------------------- |
| 1976-1977 | US Ivry (N1)                                        | AS Caluire (N2)                                     | 28 – 19                                             |
| 1977-1978 | Pas de Challenge de France mais une Coupe de France | Pas de Challenge de France mais une Coupe de France | Pas de Challenge de France mais une Coupe de France |
| 1978-1979 | Paris UC                                            | SMUC Marseille                                      | ? – ?                                               |
| 1979-1980 | RC Strasbourg                                       | Paris UC                                            | 26 – 22                                             |
| 1980-1981 | ESM Gonfreville                                     | CS Décines                                          | 26 – 21                                             |
| 1981-1982 | US Ivry                                             | USM Gagny                                           | 23 – 19                                             |
| 1982-1983 | USAM Nîmes                                          | ES Besançon                                         | 25 – 21                                             |
| 1983-1984 | USAM Nîmes                                          | APAS Paris                                          | 30 – 25                                             |

### Handball à onze
Avant l'instauration du handball à sept joueurs et en salle, le handball se jouait à onze en extérieur sur un terrain de football. Parallèlement à un championnat de France, une coupe de France à onze a été organisée par la Fédération française de handball au moins entre 1942 et 1953. Le palmarès est :
| Année | Vainqueur                    | Finaliste                    | Score   |
| ----- | ---------------------------- | ---------------------------- | ------- |
| 1942  | inconnu (Paris UC en finale) | inconnu (Paris UC en finale) | ? – ?   |
| 1943  | Stade niortais               | Villemomble sports           | 6 – 4   |
| 1944  | Club français                | ?                            | ? – ?   |
| 1945  | Villemomble sports           | Asnières Sports              | 9 – 7   |
| 1946  | Villemomble sports (2)       | Lyon OU                      | 11 – 3  |
| 1947  | AGL Fougères                 | Villemomble sports           | 5 – 2   |
| 1948  | AGL Fougères (2)             | US Cheminots de Paris        | 6 – 4   |
| 1949  | Villemomble sports (3)       | ASP Police Paris             | 9 – 2   |
| 1950  | Villemomble sports (4)       | Racing Club de France        | 5 – 4   |
| 1951  | Villemomble sports (5)       | ASP Police Paris             | forfait |
| 1952  | Villemomble sports (6)       | SPN Vernon                   | 13 – 8  |
| 1953  | Villemomble sports (7)       | CSL Dijon                    | 10 – 6  |